# Abdul Zahir
Scharifi Abdul Zahir (* 3. Mai 1910; † 21. Oktober 1982) war afghanischer Premierminister während der Regierungszeit von König Sahir Schah.
Zahir wurde in der Provinz Laghman geboren. Er besuchte das Gymnasium in Kabul, studierte an der Columbia University Medizin und hat einen Master in Public Health der Johns Hopkins University. Er wurde Arzt und kehrte nach Afghanistan zurück, um dort zu praktizieren, landete aber in der Politik. Seine politischen Stationen schließen unter anderem Gesundheitsminister, Parlamentspräsident und Botschafter in Italien und Pakistan ein. Von Juni 1971 bis Dezember 1972 war er Ministerpräsident von Afghanistan. Ein paar Monate nach seinem Rücktritt von diesem Posten, zog sich Abdul Zahir aus der Politik zurück.
Zahir war verheiratet mit Quraischa und hatte vier Kinder. Sein Sohn Ahmad Zahir war ein beliebter Musiker. Er lebte später im pakistanischen Peschawar, wo er eine Kampagne für den Frieden in Afghanistan initiierte.
| Personendaten    | Personendaten                                                                 |
| ---------------- | ----------------------------------------------------------------------------- |
| NAME             | Zahir, Abdul                                                                  |
| ALTERNATIVNAMEN  | Zahir, Scharifi Abdul                                                         |
| KURZBESCHREIBUNG | afghanischer Premierminister während der Regierungszeit von König Sahir Schah |
| GEBURTSDATUM     | 3. Mai 1910                                                                   |
| GEBURTSORT       | Laghman                                                                       |
| STERBEDATUM      | 21. Oktober 1982                                                              |